# 池上正喜
池上 正喜（いけがみ まさき、1970年〈昭和45年〉3月24日 - ）は、日本の外交官。長野県出身。
在ロシア大使館公使、大臣官房参事官などを経て、2023年10月から大臣官房審議官を務める。

## 略歴
- 1992年3月　京都大学法学部卒業
- 1992年4月　外務省入省
- 2007年12月　在ロシア日本国大使館 一等書記官
- 2009年1月　在ロシア日本国大使館 参事官
- 2011年6月　欧州局ロシア課中央アジア・コーカサス室長
- 2012年9月　国際情報統括官付国際情報官（第四国際情報官室担当）
- 2015年8月　欧州局中・東欧課長
- 2017年6月　経済局政策課長
- 2019年3月　経済協力開発機構日本政府代表部 公使
- 2021年8月　在ロシア日本国大使館 公使
- 2022年7月　大臣官房参事官兼欧州局
- 2022年8月　大臣官房参事官兼欧州局（大使）
- 2023年10月　大臣官房審議官（欧州局担当）

## 同期
- 石瀬素行（24年国際情報統括官）
- 金井正彰（24年国際法局長）
- 片平聡（23年経済局長）
- 北村俊博（23年大臣官房審議官（中東アフリカ局、中東アフリカ局アフリカ部、国際協力局、地球規外模課題担当））
- 熊谷直樹（24年大臣官房審議官（Ｇ７外相会合、貿易大臣会合準備事務局長、総合外交政策局、領事局担当））
- 高田真里（21年在重慶総領事）
- 中村和彦（24年地球規模課題審議官・22年大臣官房審議官）
- 中村仁威（24年軍縮不拡散・科学部長、国際法研究者）
- 中村亮（23年アジア大洋州局南部アジア部長）
- 西永知史（23年大臣官房審議官（総合外交政策局担当））
- 原圭一（23年ジブチ大使）
- 別所健一（23年ミュンヘン総領事）
- 宮下匡之（24年儀典長・24年大臣官房審議官（総括担当）兼大臣官房公文書監理官）